# Villa Jovene
Villa Jovene è una struttura monumentale di Napoli; è sita al n. 40 di discesa Coroglio.
La struttura fu realizzata dall'architetto Franz di Lella per conto dell'avvocato Francesco Jovene, nel XX secolo, precisamente tra il 1901 e il 1903.
L'architettura è una delle poche della città che manifestano l'unione di diversi fattori: elementi che ricordano il Liberty, il gusto borghese, il linguaggio eclettico.